# 熊野川 (富山県)
熊野川（くまのがわ）は、富山県富山市を流れる河川。神通川の右岸にある神通川水系の支流である。

## 地理
富山県富山市有峰にある西笠山を源に発する。同市河内字江崎割地先（和仁口）に上流端を示す標柱がある
。高頭山（たかずこやま、標高1,203.3m）のふもとの三枚滝を経て北流。富山市文珠寺で西向きに変え、富山市東福沢で黒川を合わせ、富山市布瀬町で神通川に合流する。

## 歴史
古くから灌漑用水などに利用されてきたが、急流河川のため梅雨や台風の時期には豪雨による災害が多発した。1910年には1月から9月にかけて十数回の出水があった。特に9月は244ヵ所で堤防が決壊、1,325戸が浸水した。1912年8月の富山県中部を襲った豪雨では最高水位が3.9mとなり、至る所で堤防が決壊した。上流では流出家屋6戸、浸水家屋18戸、3人溺死。文珠寺の少し下流にある東黒牧では流出家屋4戸、半壊家屋4戸、床上浸水18戸の被害があった。黒川沿いでは流出家屋5戸、半壊家屋19戸、床上浸水18戸だった。
1913年から1917年にかけて川幅を広げるなどの改修工事を行ったが、その後もたびたび災害が起きたため、根本的な治水対策に取り組む必要があり、1984年、県営8番目の重力式コンクリートダムとして貯水量2億420万m3の熊野川ダムが完成した。支流の黒川にも黒川ダム（高さ74m、貯水量395万m3）の建設計画が浮上したが、こちらは2005年に計画は中止された。
近年は上流部において過疎化が進んだ。昭和40年代には小原、隠土、赤倉、手出の集落が、昭和50年代には千長原、河内の集落が廃絶した。

## 流域の観光地
- 上熊野城跡 - 富山市熊野地区にあり、天文年間に築かれた。
- 小佐波御前山（おざなみごせんやま） - 支流の黒川の源の1つで西には神通川が見える。標高754.2m。黒川流域にある小佐波地区ではミョウガの生産が盛んである。

## 支流
- 黒川
- 虫谷川
- 急滝川
- 大久保川
- 樋橋川
- 荒川